# Samuel Winkley Cole
Samuel Winkley Cole (Meriden, Nou Hampshire, 24 de desembre de 1848 - Boston, Massachusetts, 1926) fou un músic estatunidenc. Des de 1906 fins a 1913 fou professor de metodologia musical de la Universitat de Boston i des de 1897 fins al 1911 fou director de la Unió Coral Popular de Boston. El 1925 un any abans de la seva mort, cessà en el seu càrrec de superintendent de l'Escola superior de Cant del Conservatori de Boston. També és autor de Child's First Studies in Music i New England Course in General Sight-Reading.